# Birmania en los Juegos Olímpicos de Río de Janeiro 2016
Birmania participa en los Juegos Olímpicos de 2016 en Río de Janeiro, Brasil, del 5 al 21 de agosto de 2016.
El yudoca Yan Naing Soe fue el abanderado en la ceremonia de apertura.

## Atletas
Atletismo
- San Naing (5000 metros masculino)
- Swe Li Myint (800 metros femenino)

Judo
- Yan Naing Soe (masculino -100 kg)

Natación
- Myat Thint (100 metros estilo mariposa masculino)
- Ei Ei Thet (50 metros estilo libre femenino)

Tiro
- Ye Tun Naung (rifle de aire a 10 metros y pistola a 50 metros)[7]

Tiro con arco
- San Yu Htwe[8]